# ブッチー武者
ブッチー武者（ブッチーむしゃ、本名：武者 博和（むしゃ ひろかず）、1952年8月6日 - ）は、長野県東御市出身のお笑いタレント、俳優。BMCエンタープライズ所属。血液型はB型。

## 遍歴
上京して建築設計事務所に勤務していたが、学生の頃にコーラス部で活動していたのが忘れられず、歌声喫茶の歌手兼司会者に転身する。1975年、児童音楽歌劇団に所属し小・中学校で公演する中、その2年後の1977年に演出家のはかま満緒が講師を務めるNHK『お笑いオンステージ コメディー研究会』のオーディションに合格し、それと同時にコメディアンで活躍していたレオナルド熊に師事する。その熊が石倉三郎との関係の悪化によるコンビ『ラッキーパンチ』を解散した後『コント・レオナルド』と命名し、ブッチー武者を相方にして活動を始める。しかし、師匠で相方でもある熊との関係は決して良好ではなく、更に武者は熊から執拗ないじめを受けていたこともあって精神的に追い詰められ、心労が元で遂にノイローゼ（神経症）にまでなってしまう程深刻であった。更に追い討ちをかけるように武者は舞台中のコントで転倒し、足を骨折する不運も重なってしまう。この骨折による負傷で『花王名人劇場』の出演が取りやめになったことへの責任を取らされ、コンビは解消された。
その後水島びんとコンビを組み「アッパー8」を結成。1982年、日本テレビ『お笑いスター誕生!!』では5週連続で合格し銀賞を獲得した。
翌年の1983年10月からフジテレビ『オレたちひょうきん族』内の人気コーナー「ひょうきん懺悔室」がスタートし、武者は「懺悔の神様」として登場した。この出演をきっかけに武者は人気者になり知名度も一気に上昇する。
その後「アッパー8」は自然消滅。芸能活動を続ける中、歌舞伎町でスナック「女無BAR懺悔の部屋」を経営。東京・赤羽にも店を出し、知り合いに任せている。
2008年7月頃より、携帯3キャリアとPCブログに連動した動画ブログを開始している。
2008年7月27日フジテレビ系『FNS27時間テレビ!! みんな笑顔のひょうきん夢列島!!』内で復活した「ひょうきん懺悔室」にて久々に懺悔の神様として登場した。
2009年3月、元ゆーとぴあのホープ（城後光義）、激弾BKYUの座長ハルト（酒井晴人）と「ホープ軍団」を結成した。
2011年1月逝去した横澤彪の葬儀では、懺悔の神様の衣装に黒腕章の姿で参列した。
2013年12月、スタークコーポレーションから独立。後に個人事務所「BMCエンタープライズ」を設立し、「劇団ZANGE」を発足させる。2014年9月には、認知症の高齢者介護をテーマにした旗揚げ公演『生きる』を自らが座長となる形で上演した。

## 出演

### テレビドラマ
- TVオバケてれもんじゃ 第1話「ザンゲの神様 クラッシュも真っ青!!」（1985年、フジテレビ / 東映） - ザンゲの神様 役
- 月曜ドラマランド「新・翔んだカップル2」（1984年、フジテレビ）
- 名奉行 遠山の金さん 第4シリーズ 第14話（1992年2月27日、テレビ朝日 / 東映）
- 将軍家光忍び旅 II（1992年 - 1993年、テレビ朝日 / 東映） - 文太 役
- 有言実行三姉妹シュシュトリアン 第37話「恐竜の卵」（1993年、フジテレビ / 東映） - ET父ちゃんのイトコ 役
- 土曜ワイド劇場「タクシードライバーの推理日誌6・再会した女」（1995年9月30日、テレビ朝日）
- 水戸黄門 第25部 第3話（1997年1月6日、TBS / C.A.L） - 権次 役
- ラブの贈りもの2（1997年、TBS） - レギュラー
- 勇気をだして（1998年、TBS） - レギュラー
- 月曜ドラマスペシャル「暗黒凶像」（1998年8月24日、TBS）
- 火曜サスペンス劇場
  - 「弁護士・高林鮎子23 秋田新幹線冬の迷彩・姫路－横浜、2つの殺人を結ぶ55の数字」（1999年2月9日、日本テレビ） - 居酒屋主人 役
  - 「監察医・室生亜季子28・偽装死体〜母の不審死を他殺と言い張る兄と何かを隠す妹〜」（2000年10月10日、日本テレビ / 東映） - パチンコ店店員・渡辺吾郎 役
- はぐれ刑事純情派 第12シリーズ 第4話（1999年、テレビ朝日 / 東映）
- はるちゃん（東海テレビ） - 小林専務 役
- 池袋ウエストゲートパーク 第2話（2000年、TBS）
- 百獣戦隊ガオレンジャー Quest19「猛牛、脱退!?」（2001年、テレビ朝日 / 東映） - 中年男 役
- サギ師リリ子（2009年2月、テレビ東京 / 角川映画） - 会社部長 役
- 梅ちゃん先生（2012年9月、NHK） - 蒲田の住民 役

### バラエティ
- オレたちひょうきん族（フジテレビ） - 懺悔の神様（レギュラー）
- 第30回新春スターかくし芸大会（フジテレビ） -「白組」の出し物「オンナだらけのひょうきん族」で、懺悔の神様で出演

### 舞台
- 吉幾三コマ劇場公演
- ロマンティックライフspecial〜大切な人の真実を見つめることが出来ますか?〜（2004年 - ） プロデュース・主演・演出
- 老コメディアン物語・とりあえず夢…（2008年） - 死神 役
- 息吹きの瞬間（2011年） - 古波蔵徳一郎 役

### 映画
- 細菌列島（2009年4月）
- カイジ2 人生奪回ゲーム（2011年11月5日、東宝）

### オリジナルビデオ
- 牝牌 女雀士復讐の闘牌（2000年、レジェンド）